# Gramática de la lengua castellana destinada al uso de los americanos
La Gramática de la lengua castellana destinada al uso de los americanos es una obra escrita por Andrés Bello y publicada en Santiago de Chile en 1847. Está dedicada al uso de los hispanohablantes de América. Fue innovadora porque pretendía estudiar la gramática en sentido estricto, sin importar el significado de las palabras y además, su concepción de la gramática es una postura aún vigente puesto que buscaba enseñar «los significados y usos de cada forma como si no hubiese en el mundo otra lengua que la castellana», una perspectiva, para la época, radicalmente sincrónica y descriptivista. La gramática de Bello contiene muchos postulados que en su momento fueron muy innovadores al punto de tener equivalencia en ideas muy posteriores afirmadas por la gramática generativa.

## Importancia
La gramática de Andrés Bello tiene un carácter reformista del pasado por considerarlo insuficiente. Bello justifica sus innovaciones argumentando sus estudios y análisis para no caer en «un pueril deseo de parecer original o ingenioso». Algunos autores consideran que la descripción de Bello de las «partes de la oración» dejan entrever la concepción moderna de la gramática que tenía y afirman que con el paso de las décadas, la lingüística posterior terminó por corroborar los postulados de Bello, comparando, por ejemplo, la idea de que la lengua evoluciona sin «caprichos del hombre» sino por fuerzas desconocidas, afirmado por bello y después por Max Müller.
Hay tres puntos que se consideran clave y continúan siendo de gran relevancia. El primero es que el libro exponía la estructura y el funcionamiento de la lengua en su entorno cultural; el segundo es la idea de la estructura gramatical de la lengua como sistema, una perspectiva teórica; y el tercero la noción de pronombre.
También se ha mencionado que ciertas ideas de Bello guardan bastantes similitudes con la gramática generativa como el hecho de que Bello considera el modo indicativo como subordinado a ciertos verbos, considerándolos no como categorías sintáctico-semánticas con significado propio, sino alteraciones morfológicas producto de su dependencia, similar a la tesis doctoral de George Lakoff que propone la categoría de «verbo abstracto», equivalente a «implícito» o «sobreentendido», que posteriormente Robin Lakoff usó como fundamento para la definición de modos dentro del marco de un sistema de reglas coherente.